# William Goldenberg
William Goldenberg (ur. 2 listopada 1959) – amerykański montażysta filmowy.
Laureat Oscara za najlepszy montaż do filmu Operacja Argo (2012) Bena Afflecka. Nominowany do tej nagrody za filmy: Informator (1999) Michaela Manna, Niepokonany Seabiscuit (2003) Gary’ego Rossa, Wróg numer jeden (2012) Kathryn Bigelow oraz Gra tajemnic (2014) Mortena Tylduma. Kilkukrotnie współpracował z reżyserem Michaelem Mannem, dla którego zmontował m.in. filmy Gorączka (1995), Ali (2001) i Miami Vice (2006). W 2024 otrzymał nagrodę specjalną 32. festiwalu EnergaCamerimage w Toruniu .